# Adílson Maghá
Adílson Magalhães (Nova Lima, 18 de maio de 1948 – Belo Horizonte,  31 de dezembro de 2016) conhecido como Adílson Maghá, foi um ator brasileiro.

## Biografia
Adilson Maghá iniciou carreira artística nos anos 1960 como cantor e compositor. Partindo daí evoluiu para as artes cênicas, inicialmente no teatro, quando foi autor, ator e diretor. Também trabalhou como administrador do Teatro Santa Maria de Belo Horizonte. Aplicou aulas de técnica teatral e foi o fundador-presidente do Grupo Cena de Teatro. Nos anos 1980 fez o seu primeiro trabalho na televisão na minissérie Grande Sertão: Veredas na Rede Globo. No cinema possui larga experiência em curtas e longas-metragens, sendo detentor de diversas premiações de melhor ator: Festival Garnicê-MA, Festival de Colatina-ES, Festival de Juiz de Fora-MG, Festival de Vitória-ES, dentre outros. Adílson é autor de diversos textos e roteiros teatrais e de cinema, bem como músicas compostas nos anos 1960 e 1970. Fez papéis nas novelas Sete Pecados, Caminho das Índias, Araguaia e Velho Chico.

## Carreira

### Televisão
| Período | Título                             | Personagem        |
| ------- | ---------------------------------- | ----------------- |
| 2016    | Velho Chico                        | Salomon           |
| 2010    | Araguaia                           | Genésio           |
| 2009    | Caminho das Índias                 | Bari suris        |
| 2008    | Casos e Acasos                     | Antônio           |
| 2007    | Sete Pecados                       | Evaristo          |
| 2007    | Amazônia, de Galvez a Chico Mendes | Raimundão (velho) |
| 1985    | Grande Sertão: Veredas             | Triciziano        |

### Cinema
| Ano  | Filme                           | Personagem                 |
| ---- | ------------------------------- | -------------------------- |
| 2008 | Quando o Vento Sopra            | Wilson                     |
| 2007 | Siri-Ará, A Invenção do Paraíso | Cioran                     |
| 2007 | E Agora José?                   | José                       |
| 2007 | Era Uma Vez                     | Assaltante                 |
| 2007 | Três da Madrugada               | Barman                     |
| 2007 | Oxianureto de Mercurio          | Homem Bruto                |
| 2007 | Contos de Natal                 | Líder dos Moradores de Rua |
| 2006 | 5 Frações de uma Quase História | Magarefe 3                 |
| 2006 | Batismo de Sangue               | Carcereiro                 |
| 2005 | A Idade do Homem                | Homem                      |
| 2004 | O Confronto Final               | Ferreira                   |
| 2002 | O Vestido                       | Dr. Astor                  |

## Morte
Adilson Maghá faleceu na manhã do dia 31 de dezembro de 2016, aos 68 anos em um hospital de Belo Horizonte. De acordo com o filho, o ator e bailarino Gustavo Marquezini, Maghá lutava contra um câncer de pulmão.
Gustavo contou que o câncer contra o qual o pai fazia tratamento atingiu também o cérebro, por metástase. Maghá chegou a ser submetido a uma cirurgia cerebral, mas não resistiu.